# 3 карбованці «1000-річчя давньоруського монетного карбування (Срібник Володимира)»
1000-річчя давньоруського монетного карбування (Срібник Володимира) (рос. 1000-летие древнерусской монетной чеканки (Сребреник Владимира)) — срібна ювілейна монета СРСР вартістю 3 карбованця, випущена 13 вересня 1988 року. 

## Тематика
Срібник — перша срібна монета, яку карбували в Київській Русі наприкінці X століття, потім — на початку XI століття. Для карбування використовувалося срібло арабських монет. Срібники карбувалися в Києві Володимиром Святославовичем (978-1015), Святополком (бл. 1015) і Ярославом Мудрим в Новгороді (до 1015). Окрему групу утворюють монети тмутараканського князя Олега-Михайла, що карбувалися близько 1070 року. По композиції срібники діляться на кілька типів. Срібники перших випусків в основному повторювали тип візантійських монет (лицьова сторона — зображення князя, зворотний бік — зображення Христа). В XI столітті зображення Христа було замінено великим родовим знаком Рюриковичів (заміняв герб держави). Навколо портрета князя містилася легенда: «Володимир (або Святополк) на столі (престолі), — а се його сребро» (гроші). Срібник Ярослава Мудрого відрізнявся від описаних зовнішнім виглядом. На одній стороні замість Христа було зображення св. Георгія (християнського покровителя Ярослава), на іншій — родовий знак Рюриковичів і напис: «Ярославлі срібло» без слів «на столі», що дає підставу віднести їх випуск до періоду князювання Ярослава в Новгороді ще за життя Володимира Святославовича. Срібник Ярослава являє собою в монетному виробництві Європи XI століття унікальне явище у відношенні майстерного виконання штемпеля монети, іноді викликає навіть підозри в тому, що це більш пізні підробки. Зовсім інший тип являють собою тмутараканські монети, на одній стороні яких було зображення архангела Михаїла, а на іншій напис: «Господи, допоможи Михайлові». Техніка виготовлення срібників має свої особливості. Заготовки не вирізалися з пластини (як у візантійських і арабських монет), а були литими. Срібники випускалися в невеликій кількості і недовго, тому вони не мали великого впливу на грошовий обіг Київської Русі. Срібники являють собою своєрідну групу пам'яток культури Давньої Русі. 

## Історія
13 вересня 1988 в обіг була випущена серія з 6 монет, яка присвячувалася історичним сюжетам, пов'язаних з історією Давньоруської держави і 1000-річчям введення християнства на Русі («1000-річчя давньоруського монетного карбування, літератури, зодчества, хрещення Русі»). Тиражі монет серії склали від 7 до 40 тисяч штук. У цю серію увійшли срібні монети номіналом в 3 карбованці «Софійський собор у Києві», срібна монета в 3 карбованці «Срібник Володимира», золота монета в 50 карбованців «Софійський собор у Новгороді», золота монета в 100 карбованців «Златник Володимира», платинова монета в 150 карбованців «Слово о полку Ігоревім», паладієва монета в 25 карбованців «Пам'ятник князю Володимиру Святославичу». Особливістю цієї серії монет став метал — паладій 999 проби, вперше використаний для карбування монет. Інтерес до паладію пояснюється його приналежністю до платинової групи, відносною стабільністю цін на міжнародному ринку і проявом уваги до нього з боку нумізматів та інвесторів. Практика використання паладію для карбування монет набула поширення в світі лише наприкінці 80-х років. Зазначена серія монет викликала справжній фурор на міжнародному нумізматичному ринку. У 1988 році в Базелі на Міжнародній нумізматичній виставці серія монет з дорогоцінних металів, присвячена 1000-річчю давньоруського карбування, літератури, архітектури та хрещення Русі, була визнана найкращою монетною програмою року і отримала перший приз за якість виготовлення.
Монети карбувалися на Ленінградському монетному дворі (ЛМД).

## Опис та характеристики монети
| Номінал крб. | Метал  | Маса грам | Діаметр мм. | Гурт      | Тираж штук    |
| ------------ | ------ | --------- | ----------- | --------- | ------------- |
| 3            | срібло | 31.1      | 39          | рубчастий | 35.000 (пруф) |

### Аверс
Зверху герб СРСР з 15 витками стрічки, під ним літери «СССР», нижче ліворуч і праворуч риса, під рискою зліва хімічне позначення «Ag» і проба «900» металу з якого зроблена монета, під ними чиста вага дорогоцінного металу «31,1», під рискою праворуч монограма монетного двору «ЛМД», нижче позначення номіналу монети цифра «3» і нижче слово «РУБЛЕЙ», знизу у канта рік випуску монети «1988».

### Реверс
Ліворуч, зверху і праворуч уздовж канта монети слова «1000-ЛЕТИЕ ДРЕВНЕРУССКОЙ МОНЕТНОЙ ЧЕКАНКИ», в середині зображення аверсу і реверсу срібники Володимира Святославовича, під ним рік хрещення Русі князем Володимиром Святославовичем «988 г.», нижче один під одним слова «СРЕБРЕННИК» і «ВЛАДИМИРА».

### Гурт
Рубчастий (300 рифлень).

## Автори
- Художник: А. В. Бакланов
- Скульптор: А. В. Бакланов